# María Candelaria
María Candelaria (1944) és una pel·lícula mexicana dirigida per Emilio Fernández Romo i protagonitzada per Dolores del Río i Pedro Armendáriz. Ambientada a Xochimilco el 1909, narra la tràgica història d'una jove florista marginada per ser filla d'una prostituta i l'amor que li professa Lorenzo Rafael, un camperol que arriba a robar per salvar-la d'una malaltia. La pel·lícula destaca per la fotografia en blanc i negre de Gabriel Figueroa, influenciada per l'expressionisme soviètic i l'estètica de pintors mexicans com Diego Rivera. És considerada una de les millors obres del cinema mexicà i va guanyar el Gran Premi del Festival de Canes i el guardó a la millor fotografia el 1946.